# Une nuit à Paris
Une nuit à Paris is een suite van 10cc. Met hun album The Original Soundtrack maakte 10cc een stap naar de progressieve rock. Une nuit à Paris is een mini rockopera van 8 minuut 40 seconden, maar is tegelijkertijd een rapsodie. Het bestaat uit drie delen:
1. One Night in Paris (2:25)
2. Same Night in Paris (2:51)
3. Later the Same Night in Paris (3:21).

Het korte verhaal gaat over een Brit die als toerist Parijs bezoekt; vervolgens wordt opgelicht, uiteindelijk in het plaatselijk prostitutiegebied (waarschijnlijk Quartier Pigalle) terechtkomt en een prostituee bezoekt. Er ontstaan problemen, de politie wordt ingeschakeld en deze wordt in een latere instantie doodgeschoten (Murder in Paris is just one step away).
Hoewel het een Franstalige titel heeft komt er weinig Frans in voor. De introductie bestaat uit omgevingsgeluiden uit een geromantiseerd Parijs; er is een fietsbel hoorbaar.  Daarna ontstaat een nummer dat vol zit met tempo-, ritmewisselingen en een verscheidene melodieën. Delen van die melodieën zijn trouwens verstopt terug te vinden in andere liedjes van het album.
Het duo Kevin Godley en Lol Creme dat verantwoordelijk was voor dit relatief lange nummer zouden later eenzelfde componeertechniek gebruiken, dat zou uitmonden in Consequences, een soort hoorspel binnen de progressieve rock.
Rond dezelfde tijd was Queen bezig met Bohemian Rhapsody dat een soortgelijke structuur kent maar echt rockt; 10cc hield de muziek (op zijn Frans) licht. Ook de lichte stem van Lol Creme droeg daar aan bij. Andrew Lloyd Webber gebruikte een deel van de muziek voor zijn Phantom of the Opera. Het is nooit als single uitgebracht, maar kwam toch voor op verzamelalbums van de band. 

## Musici
- Lol Creme – zang, piano, vibes, percussie
- Eric Stewart – zang, gitaar
- Graham Gouldman – zang, basgitaar
- Kevin Godley – zang, slagwerk, percussie, pauken